# Ospern
Ospern (en luxemburguès: Osper; en alemany: Ospern) és una vila de la comuna de Redange, situada al districte de Diekirch del cantó de Redange. Està a uns 25 km de distància de la ciutat de Luxemburg.